# Hohenbergia eriostachya
Hohenbergia eriostachya är en gräsväxtart som beskrevs av Carl Christian Mez. Hohenbergia eriostachya ingår i släktet Hohenbergia och familjen Bromeliaceae.
Artens utbredningsområde är Jamaica. Inga underarter finns listade i Catalogue of Life.